# Ferdinand Blum
Ferdinand Blum (ur. 3 października 1865 we Frankfurcie nad Menem, zm. 1959) – niemiecki biolog i lekarz. W 1893 przez przypadek odkrył utwardzające właściwości formaliny. Niedługo potem jego ojciec Isaak Blum jako pierwszy zastosował formalinę do konserwowania preparatów biologicznych.